# 페르시아 문화권

대표적인 페르시아 문화권에 속하는 지역 중 하나인 트란스옥시아나. 7세기 이후 중국 및 이슬람계의 지배를 받게 되었다.

페르시아 문화권은 역사적으로 페르시아 제국 또는 이란계 국가나 민족의 영향을 받은 문화권을 의미한다. 대이란(페르시아어: ایران بزرگ, Greater Iran) 또는 이란권(Iranosphere)이나 페르시아권(Persosphere)이라는 표현도 쓰인다. 

## 같이 보기
- 이란의 역사
- 스탄
- 이란족